# Una noche de primavera
Una noche de primavera (en hangul 봄밤; RR: Bombam; literalmente Noche de primavera) es una serie de televisión surcoreana dirigida por Ahn Pan-seok, y protagonizada por Han Ji-min, Jung Hae-in y Kim Jun-han. Se estrenó el 22 de mayo de 2019 y es la primera miniserie semanal transmitida por MBC en horario de miércoles y jueves a las 20:55 KST.

## Sinopsis
Lee Jung-in (Han Ji-min) es una bibliotecaria que ha estado en una relación a largo plazo sin futuro aparente. Yoo Ji-ho (Jung Hae-in) es un farmacéutico y padre soltero. Después de conocerse casualmente en la farmacia de Ji-ho, comienzan a ver el amor y las relaciones desde una nueva perspectiva.

## Elenco

### Principal
- Han Ji-min como Lee Jung-in, bibliotecaria.[5][6]
- Jung Hae-in como Yoo Ji-ho, farmacéutico.[5][6]
- Kim Jun-han como Kwon Ki-seok, empleado de banca.[7]

### Secundarios

#### Gente cercana a Jung-in
- Gil Hae-yeon como Shin Hyung-sun, madre de Jung-in, ama de casa.[8]
- Im Sung-eon como Lee Seo-in, hermana mayor de Jung-in, presentadora de televisión.[9]
- Joo Min-kyung como Lee Jae-in, hermana menor de Jung-in, estudiante universitaria.[10]
- Lee Sang-hee como Song Young-joo, bibliotecaria, amiga y colega de Jung-in.[11]
- Lee Moo-saeng como Nam Si-hoon, marido de Seo-in, dentista.

#### Gente cercana a Ji-ho
- Oh Man-seok como Yoo Nam-soo, padre de Ji-ho, propietario de una lavandería.[8]
- Kim Jung-young como Ko Sook-hee, madre de Ji-ho, propietaria de una lavandería.
- Ha Yi-an como Yoo Eun-woo, el hijo de seis años de Ji-ho.
- Seo Jeong-yeon como Wang Hye-jung, regenta una famacia, colega y amiga de Ji-ho.[8]
- Lee Chang-hoon como Park Young-jae, amigo de Ji-ho y de Hyun-soo; fue a la misma escuela que ellos y que Ki-seok; se prepara para unas oposiciones.[12]
- Im Hyun-so como Choi Hyun-soo, amigo de Ji-ho y Young-jae; fue a la misma escuela que ellos y que Ki-seok, y trabaja en el mismo banco que este último.
- Lee Yoo-jin como Lee Ye-seul, colega de Ji-ho y estudiante a tiempo parcial.

#### Gente cercana a Kwon Ki-seok
- Kim Chang-wan como Kwon Young-kook, padre de Ki-seok.[8]
- Kim Hak-sun como el dueño del bar habitual de Ki-seok.

### Personajes invitados
- Kim Soo-jin como una bibliotecaria (ep. #2)
- Kim Jong-tae como el jefe de Lee Seo-in (ep. #5, 8, 9, 12)

## Producción
Originalmente el papel protagonista femenino se le había ofrecido a Son Ye-jin, pero ella lo rechazó.
Es la segunda colaboración entre el actor Jung Hae-in, el escritor Kim Eun y el director Ahn Pan-seok.
En octubre de 2021 se anunció que la serie tendría una adaptación china, que el drama se encontraba actualmente en preproducción y que el elenco todavía no había sido confirmado.

## Episodios

### Audiencia
- En esta tabla, los números azules representan las calificaciones más bajas y los rojos las más altas.
- NR indica que la serie no se clasificó entre los veinte programas diarios más vistos en esa fecha.

| Ep.      | Fecha de emisión original | Índice de audiencia | Índice de audiencia | Índice de audiencia |
| Ep.      | Fecha de emisión original | AGB Nielsen         | AGB Nielsen         | TNmS                |
| Ep.      | Fecha de emisión original | Nacional            | Seúl                | Nacional            |
| -------- | ------------------------- | ------------------- | ------------------- | ------------------- |
| 1        | 22 de mayo de 2019        | 3.9 % (NR)          | 4.6 % (NR)          | 4.1 %               |
| 2        | 22 de mayo de 2019        | 6.0 % (13.º)        | 7.0 % (10.º)        | 6.2 %               |
| 3        | 23 de mayo de 2019        | 3.6 % (NR)          | 4.3 % (NR)          | 4.5 %               |
| 4        | 23 de mayo de 2019        | 5.6 % (16.º)        | 6.3 % (12.º)        | 6.1 %               |
| 5        | 29 de mayo de 2019        | 4.0 % (NR)          |                     | 4.2 %               |
| 6        | 29 de mayo de 2019        | 6.1 % (13.º)        | 7.1 % (10.º)        | 5.9 %               |
| 7        | 30 de mayo de 2019        | 4.4 % (NR)          |                     | 4.4 %               |
| 8        | 30 de mayo de 2019        | 6.4 % (16.º)        | 7.4 % (9.º)         | 5.8 %               |
| 9        | 5 de junio de 2019        | 4.5 % (NR)          | 5.5 % (17.º)        |                     |
| 10       | 5 de junio de 2019        | 6.5 % (12.º)        | 7.9 % (7.º)         | 5.9 %               |
| 11       | 6 de junio de 2019        | 6.8 % (13.º)        | 8.0 % (9.º)         | 5.9 %               |
| 12       | 6 de junio de 2019        | 8.4 % (8.º)         | 9.8 % (4.º)         | 7.3 %               |
| 13       | 12 de junio de 2019       | 5.1 % (NR)          | 5.5 % (20º)         | 4.1 %               |
| 14       | 12 de junio de 2019       | 7.0 % (10.º)        | 7.7 % (7.º)         | 5.9 %               |
| 15       | 13 de junio de 2019       | 5.4 % (18.º)        | 5.8 % (13.º)        | 6.0 %               |
| 16       | 13 de junio de 2019       | 7.0 % (11.º)        | 7.6 % (9.º)         | 7.1 %               |
| 17       | 19 de junio de 2019       | 5.0 % (NR)          | 5.9 % (17.º)        | 5.4 %               |
| 18       | 19 de junio de 2019       | 8.1 % (6.º)         | 9.4 % (4.º)         | 7.7 %               |
| 19       | 20 de junio de 2019       | 6.1 % (14.º)        | 7.3 % (11.º)        | 5.6 %               |
| 20       | 20 de junio de 2019       | 7.7 % (7.º)         | 8.9 % (5.º)         | 7.6 %               |
| 21       | 26 de junio de 2019       | 6 % (17.º)          | 6.7 % (14.º)        | 5.8 %               |
| 22       | 26 de junio de 2019       | 7.9 % (7.º)         | 8.9 % (5.º)         | 7.8 %               |
| 23       | 27 de junio de 2019       | 6.0 % (14.º)        | 6.7 % (12.º)        | 6.0 %               |
| 24       | 27 de junio de 2019       | 8.0 % (8.º)         | 8.9 % (6.º)         | 7.3 %               |
| 25       | 3 de julio de 2019        | 5.5 % (17.º)        | 6.4 % (12.º)        |                     |
| 26       | 3 de julio de 2019        | 7.8 % (6.º)         | 9.2 % (4.º)         | 7.1 %               |
| 27       | 4 de julio de 2019        | 6.0 % (14.º)        | 6.9 % (9.º)         | 5.1 %               |
| 28       | 4 de julio de 2019        | 7.9 % (6.º)         | 9.0 % (5.º)         | 6.9 %               |
| 29       | 10 de julio de 2019       | 6.2 % (18.º)        | 7.7 % (9.º)         | 5.8 %               |
| 30       | 10 de julio de 2019       | 8.0 % (7.º)         | 9.5 % (3.º)         | 7.4 %               |
| 31       | 11 de julio de 2019       | 7.4 % (8.º)         | 8.7 % (8.º)         | 6.0 %               |
| 32       | 11 de julio de 2019       | 9.5 % (6.ª)         | 10.8 % (2.ª)        | 7.5 %               |
| Promedio | Promedio                  | 6.37 %              | —                   | —                   |

## Banda sonora
La banda sonora original de la serie se publicó el 11 de julio de 2019. Está compuesta por ocho canciones.
| N.º | Título                  | Artista          | Duración |
| --- | ----------------------- | ---------------- | -------- |
| 1   | No Direction            | Rachael Yamagata | 03:54    |
| 2   | Spring Rain             | Oscar Dunbar     | 04:16    |
| 3   | Is It You               | Rachael Yamagata | 04:33    |
| 4   | Spring Waltz            | Carla Bruni      | 04:16    |
| 5   | We Could Still Be Happy | Rachael Yamagata | 04:37    |
| 6   | Rain on leaves          | Kevin Salem      | 03:03    |
| 7   | Mixed Emotions          | Namyeon Lee      | 02:20    |
| 8   | Grief                   | Namyeon Lee      | 02:30    |

## Premios y nominaciones
| Año  | Premio          | Categoría                                                         | Nominado (a)             | Resultado  | Ref.                        |
| ---- | --------------- | ----------------------------------------------------------------- | ------------------------ | ---------- | --------------------------- |
| 2019 | MBC Drama Award | Serie del año                                                     | Una noche de primavera   | Candidata  | [ 16 ] [ 17 ] [ 18 ] [ 19 ] |
| 2019 | MBC Drama Award | Gran Premio (Daesang)                                             | Jung Hae-in              | Candidato  | [ 16 ] [ 17 ] [ 18 ] [ 19 ] |
| 2019 | MBC Drama Award | Gran Premio (Daesang)                                             | Han Ji-min               | Candidata  | [ 16 ] [ 17 ] [ 18 ] [ 19 ] |
| 2019 | MBC Drama Award | Top Excellence Award for an Actor in a Wednesday-Thursday Drama   | Jung Hae-in              | Ganador    | [ 16 ] [ 17 ] [ 18 ] [ 19 ] |
| 2019 | MBC Drama Award | Top Excellence Award for an Actress in a Wednesday-Thursday Drama | Han Ji-min               | Ganadora   | [ 16 ] [ 17 ] [ 18 ] [ 19 ] |
| 2019 | MBC Drama Award | Excellence Award, Actor in a Wednesday-Thursday Miniseries        | Kim Jun-han              | Candidato  | [ 16 ] [ 17 ] [ 18 ] [ 19 ] |
| 2019 | MBC Drama Award | Best Supporting Cast in a Wednesday-Thursday Miniseries           | Lee Sang-hee             | Candidata  | [ 16 ] [ 17 ] [ 18 ] [ 19 ] |
| 2019 | MBC Drama Award | Best One-minute Couple Award                                      | Han Ji-min y Jung Hae-in | Candidatos | [ 16 ] [ 17 ] [ 18 ] [ 19 ] |